# 武衛陣

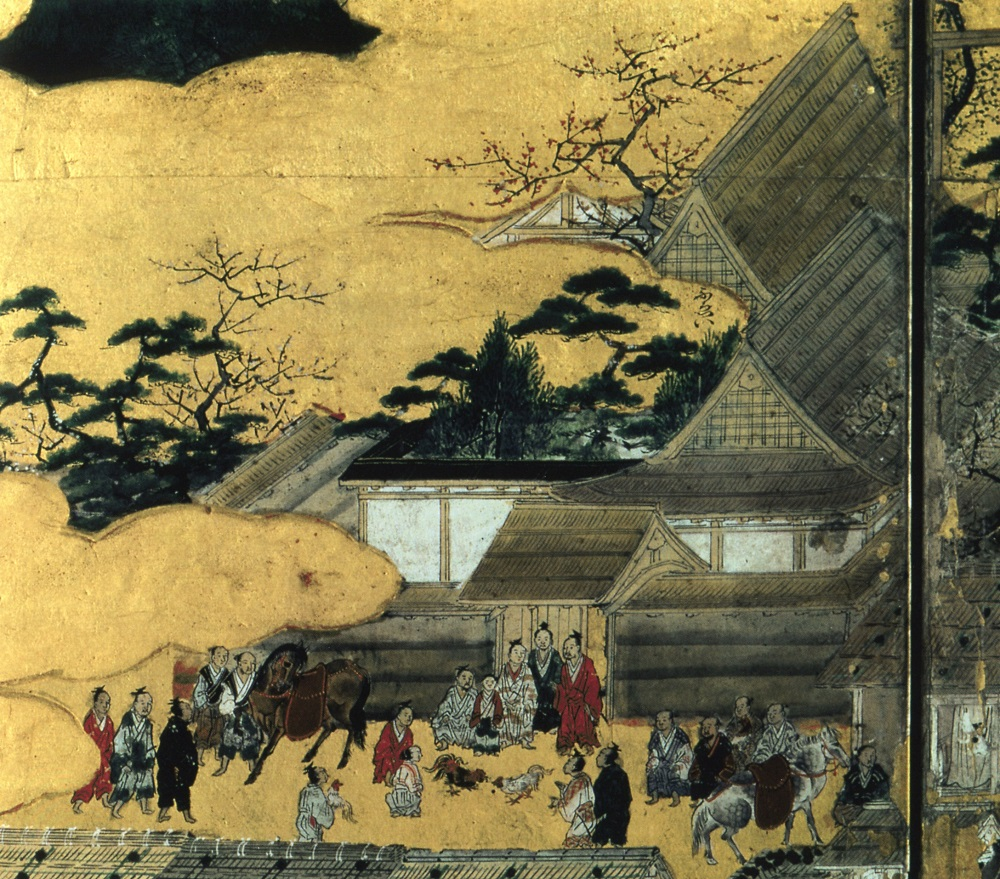
武衛陣（洛中洛外図屏風）

武衛陣（ぶえいじん）は、現在の京都府京都市上京区武衛陣町にあった、室町幕府の管領・斯波氏の邸宅。単に武衛邸、または勘解由小路邸（かでのこうじてい）ともいわれ、西は室町通、北は下立売通、東は烏丸通、南は椹木町通に囲まれた敷地であった。

## 歴史

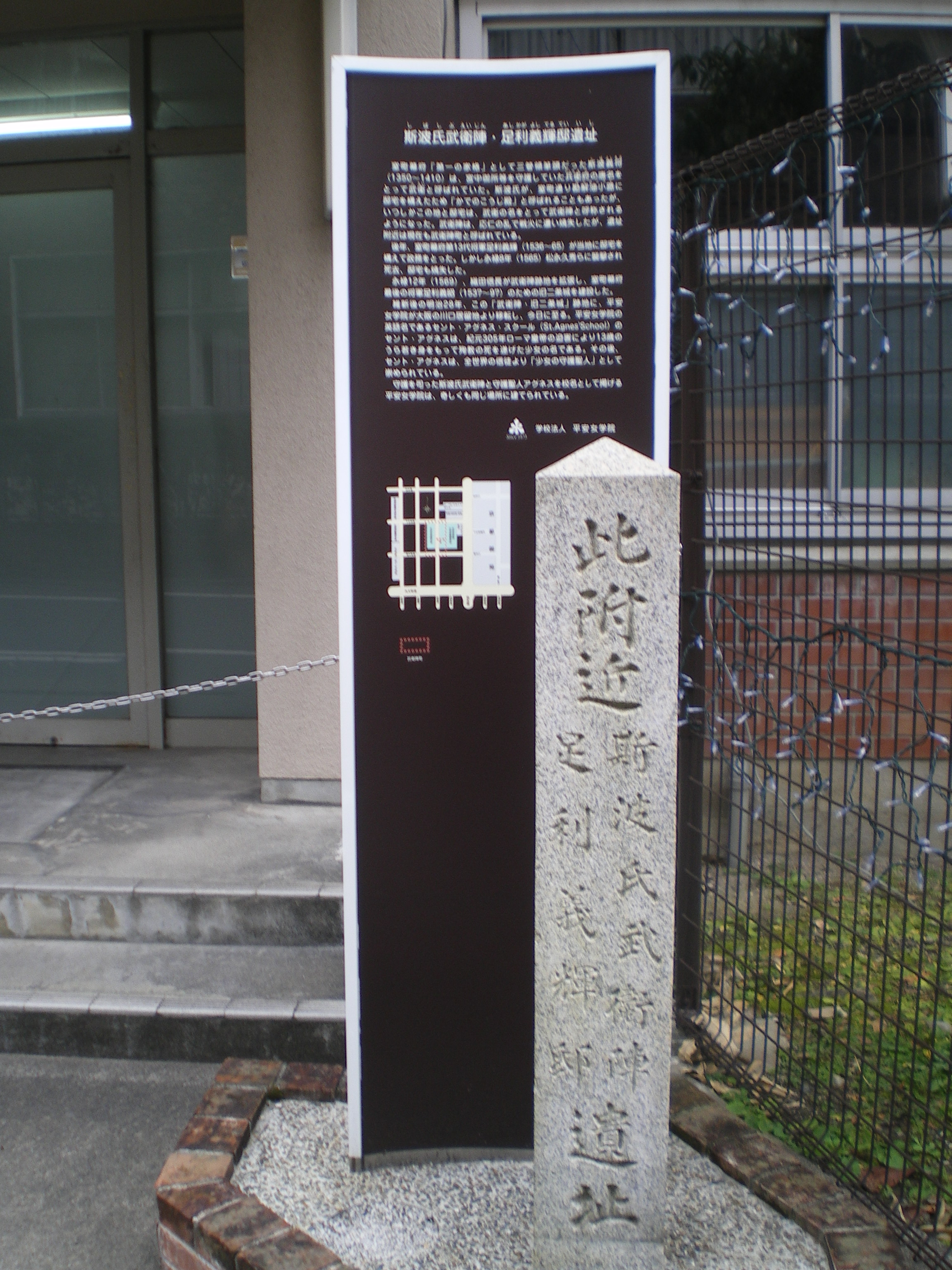
武衛陣跡碑（平安女学院前）

斯波氏は斯波高経の頃に七条邸や三条高倉邸などを京都における本邸としていたが、斯波義将が勘解由小路に邸宅を構えてのち、同邸が長く斯波氏の本邸となった。尚、武衛陣の名は、義将以降の斯波氏歴代当主が左兵衛督や左兵衛佐に任じられたため、同家を兵衛官の唐名である武衛に因んで武衛家と呼ぶようになり、そこから「武衛家の邸宅（陣）」即ち「武衛陣」と呼称されるようになった。
武衛陣の構えは詳らかでは無いが、武衛家10代当主である斯波義敏が書き記した『斯波家譜』では、7代当主義淳時代の武衛陣の様子が記述されている。それによると、屋形は寝殿造の建物であり、室内には「唐鳥」が描かれて障子には紫縁を捺してあったという。また南庭には蹴鞠場や備えられ、塀中門（表屋と母屋の間にある塀に設けた中門）の内の玄関には丸付きの御簾垣を設けるといったように、義淳の好む数奇な造りであったという。
また応仁の乱の頃の武衛陣は数多くの櫓を備え堀を巡らすなど、合戦に備えて要塞化が推し進められ、実際に洛中の諸大名の屋形はもちろんの事、将軍の邸宅である室町第までもが無用心に焼失する中、武衛陣は最後まで持ちこたえたとされる。乱後は戦災による損壊の修復を行い、武衛家の本邸として引き続き使用された。
その後の武衛陣は、12代当主の義寛の時代頃まで武衛家の本邸として使用されたようであるが、肝心の武衛家自体が在京を断念し、領国であった尾張国の清州城へ本拠を移すと、やがて放棄されてしまったようである。
戦国期には武衛陣跡地が足利義輝、足利義昭の将軍御所である二条御所として使用されるなどしたが、前者は永禄の変で焼失し、後者は織田信長によって解体された。以降の武衛陣跡地は将軍や大名の邸宅として使用されることは無くなったが、現在でも同地周辺の地名は武衛陣町と呼ばれ、かつてこの地に武衛陣が存在していた事を偲ばせる。